# Black Sails in the Sunset
Black Sails in the Sunset is het vierde album van de Amerikaanse rockband AFI, uitgebracht in 1999. Het is het eerste album met gitarist Jade Puget. Hiernaast maakt Dexter Holland, zanger bij The Offspring, een gastoptreden op het album.

## Nummers
1. Strength Through Wounding – 1:33
2. Porphyria – 2:07
3. Exsanguination – 2:48
4. Malleus Maleficarum – 4:01
5. Narrative of Soul Against Soul – 2:29
6. Clove Smoke Catharsis – 4:38
7. Lower It - 2:16
8. The Prayer Position – 3:27
9. No Poetic Device – 2:16
10. The Last Kiss – 3:02
11. Weathered Tome – 2:12
12. At a Glance – 4:00
13. God Called In Sick Today – 3:21